# Ivo Pękalski
Ivo Dominik Pękalski (Lund, 3 novembre 1990) è un calciatore svedese di origini polacche, centrocampista dell'Utsiktens BK.

## Palmarès
- Campionato svedese: 2

Malmö FF: 2010, 2013